# ۹۴۲ (میلادی)
۹۴۲ (میلادی) نهصد و چهل و دومین سال تقویم میلادی است.

## درگذشتگان
‎